# Landigou
Landigou is een gemeente in het Franse departement Orne (regio Normandië) en telt 439 inwoners (1999). De plaats maakt deel uit van het arrondissement Argentan.

## Geografie
De oppervlakte van Landigou bedraagt 5,3 km², de bevolkingsdichtheid is 82,8 inwoners per km².
De onderstaande kaart toont de ligging van Landigou met de belangrijkste infrastructuur en aangrenzende gemeenten.

## Demografie
Onderstaande figuur toont het verloop van het inwonertal (bron: INSEE-tellingen).